# Камени метеорит
Камени метеорит је тип метеорита који се састоје се од стенски минерала — силиката. Ово су најзаступљенији типови метеорита. Настали су пре око 4,5 милијарди година, током формирања Сунчевог система.

## Подела
Камени метеорити се деле у две групе и неколико подгрупа:
| Р. Б. | Врста                 | Опис                                                   |
| ----- | --------------------- | ------------------------------------------------------ |
| 1.    | Хондрити              | грађени од силиката са израженима хондрулама           |
| 1а    | Обични хондрити       | чине 80-90% свих хондрита, изражене хондруле           |
| 1б    | Угљенични хондрити    | чине 5-7% свих хондрита, садрже угљеник                |
| 1в    | Енстатитски хондрити  | чине 2-3% свих хондрита, садрже енстатит               |
| 1г    | Остали                | хондрити из групе румурута и какангара                 |
| 2.    | Ахондрити             | грађени од материјала сличног базалту, немају хондруле |
| 2а    | Примитивни ахондрити  | примитивног састава слично као хондрити                |
| 2б    | Астероидски ахондрити | саства промењен услед топљења и кристализације         |
| 2г    | Лунарни ахондрити     | пореклом са Месеца                                     |
| 2д    | Марсовски ахондрити   | пореклом са Марса                                      |